# Microcharops rufoantennatus
Microcharops rufoantennatus är en stekelart som beskrevs av Gupta 1987. Microcharops rufoantennatus ingår i släktet Microcharops och familjen brokparasitsteklar. Inga underarter finns listade i Catalogue of Life.